# El Mango Piedras Anchas
El Mango Piedras Anchas är en ort i Mexiko, tillhörande kommunen Amatepec i den sydvästra delen av delstaten Mexiko, i den centrala delen av landet. Orten hade 119 invånare vid folkräkningen 2010.